# Papilio abdulasizia
Papilio abdulasizia is een vlinder uit de familie Papilionidae. De wetenschappelijke naam van de soort is voor het eerst geldig gepubliceerd in 1891 door Alois Friedrich Rogenhofer.

## Soortnamen
- Papilio (Princeps) polytes Linnaeus
- Papilio walkeri = Papilio depicta = Papilio ocha = Papilio abdulasizia = Papilio astyanax = Papilio chalcas = Papilio walkeri = Papilio polytes passienus Fruhstorfer
- Papilio polytes falcidius Fruhstorfer
- Papilio hector de Haan
- Menelaides polytes = apilio (Menelaides) polytes = Papilio polytes polytes = Papilio pammon Linnaeus
- Papilio romulus Cramer
- Papilio obscurus Chou; Yuan; Wang
- Papilio sakontala Hewitson
- Papilio polytes pasikrates Fruhstorfer
- Papilio nicanor caninor Strand
- Papilio polytes rubida Fruhstorfer
- Papilio polytes cyroides Fruhstorfer
- Papilio polytes neomelanides Fruhstorfer
- Papilio polytes messius Fruhstorfer
- Papilio polytes vigellius Fruhstorfer
- Papilio polytes nicomachus Fruhstorfer
- Papilio polytes falcidius Fruhstorfer
- Papilio polytes passienus Fruhstorfer
- Papilio alphenor thesalphenor Staudinger
- Papilio polytes flavolineatus Chou; Yuan; Wang
- Papilio pammon borealis Felder & Felder
- Menelaides polytes steffi Page & Treadaway
- Menelaides polytes rubeus Page & Treadaway
- Papilio polytes polycles Fruhstorfer
- Papilio polytes

## Zoögeografische regio's
Indo-Maleaya.

## Primaire kleuren
- Rood
- Bruin
- Grijs
- Zwart
- Wit

## Verschillen met gelijkaardige soorten
Papilio polytes romulus Cramer, 1775; spanwijdte 70-85 mm. Mannetje, UP is zwart met een reeks kleine witte randvlekjes op beide vleugels, HW met een reeks lange witte discale band. Het vrouwtje f. polytes Linnaeus, 1758, lijkt op P. aristolochiae, maar verschilt doordat de discale vlek in de velden 1b rozig is, die bij de laatste wit is. De andere zwarte vrouwelijke vorm, f. cyrus Fabricius, 1793 bootst het mannetje na, komt meestal voor in de peninculaire Thailand. Het verschilt van het mannetje in het hebben van meer langwerpige FW en staarten, UpH een vage rode tornale vlek in ruimte 1b is meer prominent, kan afwezig zijn in het mannetje.

## Ondersoorten Papilio polytes
- Alcindor Oberthür,
- Alphenor Cramer
- Javanus Felder
- ledebouria Eschscholtz, 1821.
- liujidongi Huang, 2003.
- Mandane Rothschild, 1895.
- Messius Fruhstorfer, 1908.
- Nicanor C. & R. Felder, 1865.
- Nikobarus C. Felder, 1862.
- Pasikrates Fruhstorfer, 1908.
- Perversus Rothschild, 1895.
- Polycritos Fruhstorfer, 1901.
- Polytes Linnaeus, 1758.
- Romulus Cramer, [1775].
- Sotira Jordan, 1909.
- Steffi (Page & Treadaway, 2003).
- Stichioides Evans, 1927.
- Theseus Cramer, [1777].
- Thibetanus Oberthür, 1886.
- Timorensis C. & R. Felder, 1864.
- Tucanus Jordan, 1909.
- Vigellius Fruhstorfer, 1909.

## Bron
- http://insecta.pro/taxonomy/15089
- Lepidoptera.ru (Insecta.pro vorige versie / cтарая версия Insecta.pro)
- Pisuth Ek-Amnuay "Vlinders van Thailand". 2e Herziene editie. Bangkok, 2012